# Nerw rdzeniowy

Korzenie i gałęzie nerwu rdzeniowego

Nerw rdzeniowy (nervus spinalis) – nerw odchodzący od rdzenia kręgowego, opuszcza go przez otwory międzykręgowe, które są utworzone przez wcięcie kręgowe dolne i górne.

## Budowa
Każdy z nerwów rdzeniowych tworzony jest przez opuszczające rdzeń kręgowy korzenie (patrz rysunek): wychodzący z rogów przednich korzeń przedni (radix anterior s. ventralis) oraz wchodzący do rdzenia przez rogi tylne korzeń tylny (grzbietowy; radix posterior s. dorsalis), na którym występuje zwój rdzeniowy (ganglion spinale). Z połączenia obu korzeni powstaje pień nerwu rdzeniowego (truncus nervi spinalis), z którego odchodzą 4 gałęzie. Najpotężniejsza z nich jest brzuszna, czyli przednia (ramus ventralis s. anterior) – gałęzie te tworzą sploty. W przeciwieństwie do nich gałąź tylna, zwana grzbietową (ramus dorsalis s. posterior), zwykle splotów nie tworzy, unerwiając m.in. głębokie mięśnie i skórę grzbietu. Za to gałąź łącząca (ramus communicans) łączy się z pniem współczulnym (truncus sympathicus) – możemy z uwagi na rodzaj przebiegających nią włókien wyróżnić jej część białą (albus) – włókna przedzwojowe – i szarą (griseus) włókna zazwojowe. Niepozorna jest gałąź oponowa (ramus meningeus), która wraca do kanału kręgowego, unerwiając m.in. opony rdzenia.

## Podział
Występuje 31 par nerwów rdzeniowych:
- nerwy szyjne C1-C8 (8 par)
- nerwy piersiowe Th1-Th12 (12 par)
- nerwy lędźwiowe L1-L5 (5 par)
- nerwy krzyżowe S1-S5 (5 par)
- nerwy guziczne Co1 (1 para)

W odcinku szyjnym jest 8 par nerwów rdzeniowych – z ich gałęzi przednich powstają dwa sploty: splot szyjny, utworzony z gałęzi przednich od pierwszego do czwartego nerwu szyjnego, i splot ramienny, w skład którego wchodzą gałęzie przednie od piątego do ósmego szyjnego i pierwszego nerwu piersiowego. Splot szyjny unerwia szyję i częściowo głowę. Najdłuższą jego gałęzią jest nerw przeponowy.
Od splotu ramiennego odchodzą nerwy do kończyny górnej: nerw łokciowy, nerw promieniowy, nerw pośrodkowy, nerw pachowy, a także i nerw mięśniowo-skórny, ponadto nerwy skórne przyśrodkowe ramienia i przedramienia.
W odcinku piersiowym gałęzie przednie nie tworzą splotów, a oddają 12 par nerwów międzyżebrowych, zaopatrujących ściany klatki piersiowej i górną część przedniej ściany brzucha.
W odcinku lędźwiowym jest 5 nerwów rdzeniowych, których gałęzie przednie tworzą splot lędźwiowy, od którego odchodzą nerwy zaopatrujące dolną część ściany brzucha i częściowo kończynę dolną.
Największym nerwem tego splotu jest nerw udowy, a najdłuższym nerw udowo-goleniowy.
Odcinek krzyżowy liczy również pięć nerwów, których gałęzie przednie wraz z gałęzią od ostatniego nerwu lędźwiowego i pierwszego guzicznego tworzą splot krzyżowy. Gałęzie tego splotu zaopatrują ścianę miednicy i większą część kończyny dolnej. Największym nerwem tego splotu, a zarazem najdłuższym i najgrubszym nerwem organizmu ludzkiego jest nerw kulszowy, który w okolicy dołu podkolanowego dzieli się na nerw piszczelowy i nerw strzałkowy wspólny.